# デスカムトゥルー
『デスカムトゥルー』（Death Come True）は、イザナギゲームズより発売されたゲームソフト。
対応プラットフォームはスマートデバイス（Android / iOS）・PlayStation 4・Nintendo Switch・PC（Steam配信）。スマートデバイス・Switch版は2020年6月25日に、Steam版は同年7月17日、PS4版は同年11月12日に発売。

## 概要
全編実写で展開されるアドベンチャーゲーム。『ダンガンロンパシリーズ』の小高和剛がシナリオとディレクションを担当する。
ネタバレ防止としてインターネットでの実況配信を制限しており、警告を無視し配信した者に刑事告訴を含めた警告を行っている。

## あらすじ
あるホテルの一室。電話のベルで目を覚ました男には、記憶が全くなかった。バスルームには縛られた女。映っていたテレビには、自分と同じ顔をした空木 真（カラキ マコト）という男が「連続殺人の容疑」で指名手配されている…と報じるニュースが流れていた。
混乱する男のもとに警官が訪れ、自分に降りかかっている状況を話そうと部屋に招き入れるが、動揺した警官に撃たれて命が尽きたかに思われた……。しかし次の瞬間、電話のベルで目を覚ますところへ逆行していた。

## 登場人物
カラキ マコト（空木真）
演 - 本郷奏多
主人公。ホテルの501号室で目を覚ました。自身に関する一切の記憶を失っている。自身を取り巻く状況に混乱しながらも事態の把握のために動く。ニュースで連続殺人犯として報道されていた。
サチムラ アカネ（幸村茜）
演 - 栗山千明
警察の特殊捜査課に所属する捜査官。カラキが潜伏しているというホテルに一般客として潜入し、524号室に宿泊。カラキが目を覚ましたときには、縛られてバスルームで眠らされていた。
クジ ノゾム（久慈望）
演 - 森崎ウィン
警察の特殊捜査課に所属する捜査官。マイペースな性格で周囲を振り回すこともあるが、数々の難事件を解決へ導いたというエリート。サチムラのことを「先輩」と呼び、慕っている。
ホテルのフロント
演 - 梶裕貴
ホテル1階にいるフロントマン。カラキが目を覚ます電話をかけている人物。ホテルのことならなんでも知っている「ナビゲーター」を自称する。
クルシマ ネネ
演 - 山本千尋
カラキのファンを自称する女性。ホテルの524号室の隣に宿泊していた。
ミノウ ケンイチ（美濃健一）
演 - 佐藤二朗
ニュースキャスター。ホテルの部屋で流れたニュース番組を担当している。とある理由でホテルを訪れていた。
アンノウン
ガスマスクを被った大柄な人物。ホテル内を徘徊しているようで、様々な武器をもってカラキとサチムラを殺害しようとする。
警察官
演 - 原田健二
研究者
演 - ふるごおり雅浩

## スタッフ
- ゲームディレクター：小高和剛
- プロデューサー：梅田慎介
- 映像プロデューサー：堀康之
- シナリオ：小高和剛
- 音楽：高田雅史
- クリエイティブディレクター：鎌田俊輔
- 映像監督：安藤隼人
- 撮影監督：吉田明義
- 照明：浦田寛幸
- VFXプロデューサー：佐藤大洋、古畑達也
- VFXディレクター：三宮龍之介
- スタントコーディネーター：根本太樹
- 主題歌：インナーサークル「神様、僕は気づいてしまった」